# Asesinato de Angélica Marroquín
El asesinato de Reyna Angélica Marroquín se produjo en 1969 en el Condado de Nassau, Nueva York. El crimen no fue descubierto hasta treinta años después de perpetrarse, cuando su cuerpo fue hallado en la antigua casa de Howard Elkins, en Jericho, Nueva York, un empresario local que fue identificado como el principal sospechoso, a pesar de que se suicidó antes de que pudiera ser acusado o interrogado a fondo.

## Contexto
En septiembre de 1999, una vivienda puesta a la venta en el condado de Nassau, Nueva York, fue adquirida por un nuevo propietario, el cual al abrir un barril de unos 200 litros aparentemente abandonado desde hacía tiempo en el sótano, descubrió en él restos humanos.

## Investigación
Los investigadores examinaron cuidadosamente el barril, retirando con delicadeza el cuerpo momificado no identificado, el cual se determinó pertenecía a una mujer hispana próxima a los treinta años de edad, de constitución menuda, en los últimos meses de embarazo y que había muerto por un fuerte traumatismo en la cabeza. El tambor también contenía bolitas de poliestireno, dos anillos (uno inscrito con las iniciales "M.H.R."), un medallón con la inscripción "To Patrice Love, Uncle Phil (A Patricia con amor, tío Phil)", un tallo de una flor de plástico, colorante verde y una libreta de direcciones por la cual la víctima fue identificada, ya que a pesar de que estaba muy deteriorada por la humedad fue analizada mediante luz infrarroja, lo que hizo posible leer el número de su tarjeta de residencia que la identificaba como Reyna Angélica Marroquín (1941-1969), una inmigrante de El Salvador, que había trabajado como niñera y para Melrose Plastics, una fábrica de flores sintéticas ubicada en East 34th Street en Manhattan.
El barril fue identificado como de los utilizados para el transporte de colorante para plásticos. Los investigadores se pusieron en contacto con el fabricante del barril, y por los números de serie impresos en él, se encontró que habían sido enviados a la empresa de flores. Melrose Plastics pertenecía a dos propietarios, uno de los cuales era Howard Elkins, quién fue una de las cinco personas que habían sido propietarias de la casa donde se encontró el barril, hasta que en 1972 vendió la empresa y se mudó a Boca Ratón, Florida con su esposa, siendo por esa razón el principal sospechoso.
Los detectives fueron a Florida y encontraron al sospechoso con una actitud poco cooperativa y le advirtieron que buscarían una orden para una prueba de ADN. Un día después de la visita de los detectives, Elkins, de setenta y un años, se suicidó de un tiro de escopeta.
Los investigadores creen que Elkins fue al apartamento de Marroquín en Nueva Jersey o la atrajo a la fábrica y la mató en ese lugar para luego llevar su cuerpo a su casa del condado de Nassau, posiblemente con la intención de arrojarla posteriormente al océano desde su bote, pero después de llenar el barril con bolitas de plástico para asegurarse de que se hundiera, no pudo cargarlo y lo dejó en el sótano de la propiedad.
Todos los números de teléfono que aparecían en la libreta ya no estaban activos, menos uno que resultó ser de una amiga de la víctima. Esta declaró que Elkins, jefe de la víctima, había tenido una relación extramarital con Marroquín, y que confesó a su amiga que estaba embarazada pero que aunque él le había prometido casarse con ella, tenía dudas porque ya estaba casado y con hijos. Marroquín también le confesó que cuando finalmente telefoneó y le dijo la verdad a la esposa, afirmó que tenía el temor de que su jefe y amante la matara. Su amiga fue a su apartamento, pero no estaba, la víctima no fue encontrada, y nunca más supo de ella. Hubo informes de que, cuando una mujer que se ajustaba a la descripción de Marroquín apareció una vez con un niño pequeño en Melrose Plastics, los empleados bromeaban con que el padre del niño era Elkins. Marroquín había estado casada brevemente en El Salvador antes de su traslado a Nueva York en 1966, y tenía un hijo pequeño.
Después del suicidio de Elkins, a través de un prueba de ADN, se determinó que el feto que portaba la víctima era de hecho su hijo.
Fue enterrada en el cementerio de su pueblo natal al sur de San Salvador. Su madre de 95 años, falleció un mes después y fue enterrada junto a ella.